# تپه دیمزار ککو
تپه دیمزار ککو تپه‌ای تاریخی مربوط به اواخر دوره اشکانیان - دوره ساسانیان است و در شهرستان دورود، بخش مرکزی، دهستان ژان، ۱/۵ کیلومتری شمال غربی روستای بهرام آباد واقع شده و این اثر در تاریخ ۲۳ بهمن ۱۳۸۵ با شمارهٔ ثبت ۱۷۱۸۹ به‌عنوان یکی از آثار ملی ایران به ثبت رسیده است.